# Ratpenats pilosos
Els ratpenats pilosos (Kerivoulinae) són una subfamília de ratpenats de la família dels vespertiliònids. El grup conté 25 espècies distribuïdes en dos gèneres:
Subfamília Kerivoulinae
- Gènere Kerivoula
  - Ratpenat pilós de Tanzània (Kerivoula africana)
  - Ratpenat pilós de Louisiade (Kerivoula agnella)
  - Ratpenat pilós de Damara (Kerivoula argentata)
  - Ratpenat pilós de coure (Kerivoula cuprosa)
  - Ratpenat pilós d'Etiòpia (Kerivoula eriophora)
  - Ratpenat pilós de Flores (Kerivoula flora)
  - Ratpenat pilós de Hardwicke (Kerivoula hardwickii)
  - Ratpenat pilós intermedi (Kerivoula intermedia)
  - Kerivoula kachinensis
  - Kerivoula krauensis
  - Ratpenat pilós petit (Kerivoula lanosa)
  - Ratpenat pilós pigmeu (Kerivoula minuta)
  - Ratpenat pilós del riu Fly (Kerivoula muscina)
  - Ratpenat pilós de l'arxipèlag de Bismarck (Kerivoula myrella)
  - Ratpenat pilós de Java (Kerivoula papillosa)
  - Ratpenat pilós d'ales clares (Kerivoula pellucida)
  - Ratpenat pilós de Spurrell (Kerivoula phalaena)
  - Ratpenat pilós pintat (Kerivoula picta)
  - Ratpenat pilós de Smith (Kerivoula smithii)
  - Kerivoula titania
  - Ratpenat pilós de Whitehead (Kerivoula whiteheadi)
- Gènere Phoniscus
  - Ratpenat pilós incert (Phoniscus aerosa)
  - Phoniscus atrox
  - Phoniscus jagorii
  - Ratpenat pilós papú (Phoniscus papuensis)